# 巴哥正传
《巴哥正传》是英达指导，巩汉林、金珠等人出演的一部电视剧，该剧主要讲述的是膝下无子的巴哥用了很多办法去赚钱的故事。

## 剧情简介
巴哥原是某国营大厂的职工，下岗后，他自然是因为闲不住，以及妻子的唠叨，他于是决定用各种方式去赚钱，虽说他每次基本都失败，但是每次他都能重新振作，去和自己的朋友寻找新的赚钱方式。

## 演员表
- 巩汉林 饰 巴国梁
- 金珠 饰 钮超英
- 程六一 饰 杨学军
- 高亮 饰 侯三
- 虞梦 饰 汪瑛
- 李颖 饰 彭兰花
- 金昭 饰 刘主任
- 马帅 饰 党特丹
- 何冰 饰 客串
- 索妮 饰 侯三女友

## 音乐原声
- 主题曲
  - 曲名：市井出英雄
  - 作词：雪村
  - 作曲：雪村
  - 演唱：雪村

## 其他
- 该作因为收视率等原因导致其原本计划的180多级最后只出了80集。
- 该作取景与北京的一个小村落中，并且改剧本主要是以巩汉林来特地编写。

## 相關連結
- 豆瓣电影上《巴哥正传》的資料 （简体中文）
- 央视网链接 （页面存档备份，存于）